# Joe-Max Moore
Joseph Max „Joe-Max“ Moore (* 23. Februar 1971 in Tulsa, Oklahoma) ist ein ehemaliger US-amerikanischer Fußballspieler auf der Position eines Stürmers. Sein letzter Verein war New England Revolution in der Major League Soccer (MLS), der höchsten Spielklasse im nordamerikanischen Fußball.

## Vereinskarriere
Moore spielte von 1990 bis 1993 Fußball an der UCLA. 1994 wechselte er nach Deutschland in die 2. Liga. Zuerst war er für ein Jahr beim 1. FC Saarbrücken, wo er in 30 Spielen 13 Tore schoss. Anschließend stürmte er in der Saison 1995/96 27 Mal für den 1. FC Nürnberg. Hier gelangen ihm 8 Treffer. 
Im Sommer 1996 ging Moore zurück in die USA zu New England Revolution in die MLS. In vier Spielzeiten traf er dort in 75 Spielen 35 Mal. Im November und Dezember 1997 spielte er für einen Monat zusammen mit Alexi Lalas als Leihspieler bei CS Emelec in Ecuador. 1999 wechselte er in die Premier League zum FC Everton. 2003 kehrte er zu New England Revolution zurück, nachdem er sich mit 10 Toren in 37 Spielen in England nicht durchsetzen konnte. 
Am 27. Januar 2005 gab Joe-Max Moore sein Karriereende bekannt. Ein Jahr später wurde er in die Oklahoma Soccer Hall of Fame aufgenommen.

## Nationalmannschaftskarriere
Moore feierte sein Debüt in der Nationalmannschaft am 3. September 1992 gegen Kanada. Am 30. Januar 1993 erzielte er gegen Dänemark sein erstes Tor. 1994, 1998 und 2002 nahm er jeweils an der Fußball-Weltmeisterschaft teil, 1992 war er Teil des olympischen US-Teams. 
In 100 Länderspielen erzielte Moore 24 Tore und wird damit nur von Eric Wynalda, Landon Donovan und Brian McBride übertroffen.